# Boa Esperança do Sul
Boa Esperança do Sul – miasto i gmina w Brazylii, w stanie São Paulo. Znajduje się w mezoregionie Araraquara i mikroregionie Araraquara.